# S·D·佩里
美国小说家，现居波特兰。她是作家Steve Perry之女。她主要的作品是一些由奇幻、科幻、恐怖类的影视游戏改编的长篇小说，包括根据《异形》、《星际迷航》和《生化危机》系列改编的小说。另外，她还创作了一些短篇小说作品。